# Дорога на Хон-Ка-Ду
Дорога на Хон-Ка-Ду (название на Западе — Steamland, название в Steam — Locoland) — компьютерная игра, стратегия в реальном времени разработанная компанией Gromada. Издана в 2003 году компанией Бука.
Игра является оригинальной стратегией, в которой игроку поручено управлять не привычными в RTS отрядами, а боевыми бронепоездами, разъезжающими на рельсах среди психоделических инопланетных пейзажей.

## Сюжет
Злой правитель страны Хон-Ка-Ду стащил Золотую Шестеренку и убежал с реликвией в свою Крепость. Задача игрока — пробраться сквозь Луга и Болота, Вулканы и Пустыни, Сциллу и Харибду и вернуть себе утраченное.

## Игровой процесс
| Русскоязычные издания | Русскоязычные издания |
| Издание               | Оценка                |
| --------------------- | --------------------- |
| Absolute Games        | 80 %                  |
| «Игромания»           | 8,5 / 10              |
| «ЛКИ»                 | «Орден»               |
| «НИМ»                 | 7,3 / 10              |

Игра состоит из 20 уровней. На всех уровнях игроку даётся состав (иногда несколько составов) и почти на всех миссиях Ремонтная мастерская, где повреждённые и лишённые боеприпасов бронепоезда чинятся и пополняют свои боеприпасы, и Депо, где за деньги строятся локомотивы (их всего два вида) и боевые вагоны (их 11 разновидностей). Как правило, противник обладает серьёзными силами. Следует уничтожить противника, его Депо и проехать на следующий уровень. Одна из особенностей геймплея в том, что после уничтожения боевого вагона после него остаётся тележка- обделённая бронёй платформа без вооружения. Чтобы уничтожить боевой вагон полностью, надо ещё добить тележку. Похожий принцип пока использовался только в игре S.W.I.N.E.